# Findel (Sandweiler)
Findel (luxemburgisch Findelⓘ) ist eine Ortschaft in der Gemeinde Sandweiler in Luxemburg. Auf diesem Teil der Gemeinde liegt ein Teil des internationalen Flughafens Luxemburg, was den hohen Bekanntheitsgrad des Ortes begründet. Im Volksmund wird der Name „Findel“ quasi durchgängig als Metonymie für den Flughafen benutzt (z. B.:„Wann kommst du am Findel an?“). Im August 2011 wurde in Findel ein Abschiebezentrum eröffnet, in dem Migranten beherbergt werden, denen der rechtliche Status eines Flüchtlings verwehrt wurde.